# マイ・ブラッディ・ヴァレンタイン
マイ・ブラッディ・ヴァレンタイン（英: My Bloody Valentine）は、アイルランド出身のロックバンド。かつて日本では「マイ・ブラディー・バレンタイン」とも表記されていた。略称は「MBV」、日本国内ではもっぱら「マイブラ」と称される。

## 概要・来歴

### 結成と地位の確立
1984年、ダブリンにて結成。1987年頃に、それまでボーカル担当でバンド名の考案者でもあったオリジナルメンバーのデイヴ・コンウェイとその恋人ティナ・ダーキンが脱退すると、ケヴィン・シールズがリード・ボーカルも担当するようになり、デビー・グッギ、次いでビリンダ・ブッチャーが加入してバンド編成が変わると音楽スタイルもそれまでとは大きく変わった。
『ストロベリー・ワイン』『エクスタシー』で後につながる方向性を示し、クリエイション・レコーズに移って1988年に発売された『ユー・メイド・ミー・リアライズ』でブレイクした。それ以降、幾重にも重ねられたノイジーなギターサウンドと、甘く脱力的な歌い方の男女のボーカルのメロディーを融合させ、サンプラーやエフェクターなどの機材も駆使し強くディストーションを掛けた幻想的なサウンドを創造する。彼らのそうしたスタイルは、ライドやチャプターハウスなど「シューゲイザー」と呼ばれる多くのフォロワーを生んだ。
1991年のアルバム『ラヴレス』（当時の邦題は「愛なき世界」）での独創的なサウンドで、彼らの代表作どころか、シューゲイザーの金字塔を打ち立て、以降のアーティスト達に影響を与え続けている。
『ラヴレス』の後、メジャーのアイランドに移るが、コンピレーションアルバムなどに2、3曲ほど提供したのみで、アルバムのリリースはなかった。アルバム制作のためにスタジオを新しく作ったが、機材が全て動かず、使い物にならなかったなどのトラブルがあったという。またドラムンベースに影響を受けそれを取り入れてアルバム2枚分ぐらい曲を作ったこともあったが、ケヴィンはその出来に満足できず、発表されることはなかったという。バンドの表立った活動が長らく休止状態な中、ケヴィンは他のバンドのリミックスやプロデュース、プライマル・スクリームにサポート・ギタリストとして参加、2003年の映画『ロスト・イン・トランスレーション』でブライアン・レイツェルと共同で音楽を担当（サントラCDも出ている）などのソロ名義での楽曲発表、パティ・スミスとのジョイント・ライヴ（「ザ・コーラル・シー」という題で2008年にCD化）などを行い、ビリンダはヒップホップ・ユニットにフィーチャーされ、デビーはSnowponyでベーシストとして活動した。
2007年に再始動を発表。新曲・新作の発売は相変わらずされないものの、久しぶりにライブ活動が行われ、日本ではFUJI ROCK FESTIVAL'08へ参加した。その後数年にかけて、『ラヴレス』発売当時のライブでは表現出来なかったことが音響技術が進んだ今なら出来るとして『ラヴレス』時の曲を中心としたライブ活動を行っている。
なお、ライブでは大音量で演奏する轟音バンドとして知られ、耳を守るためライブ会場で耳栓が配られることもあるほどである。

### レーベルの移籍、沈黙、そして再始動

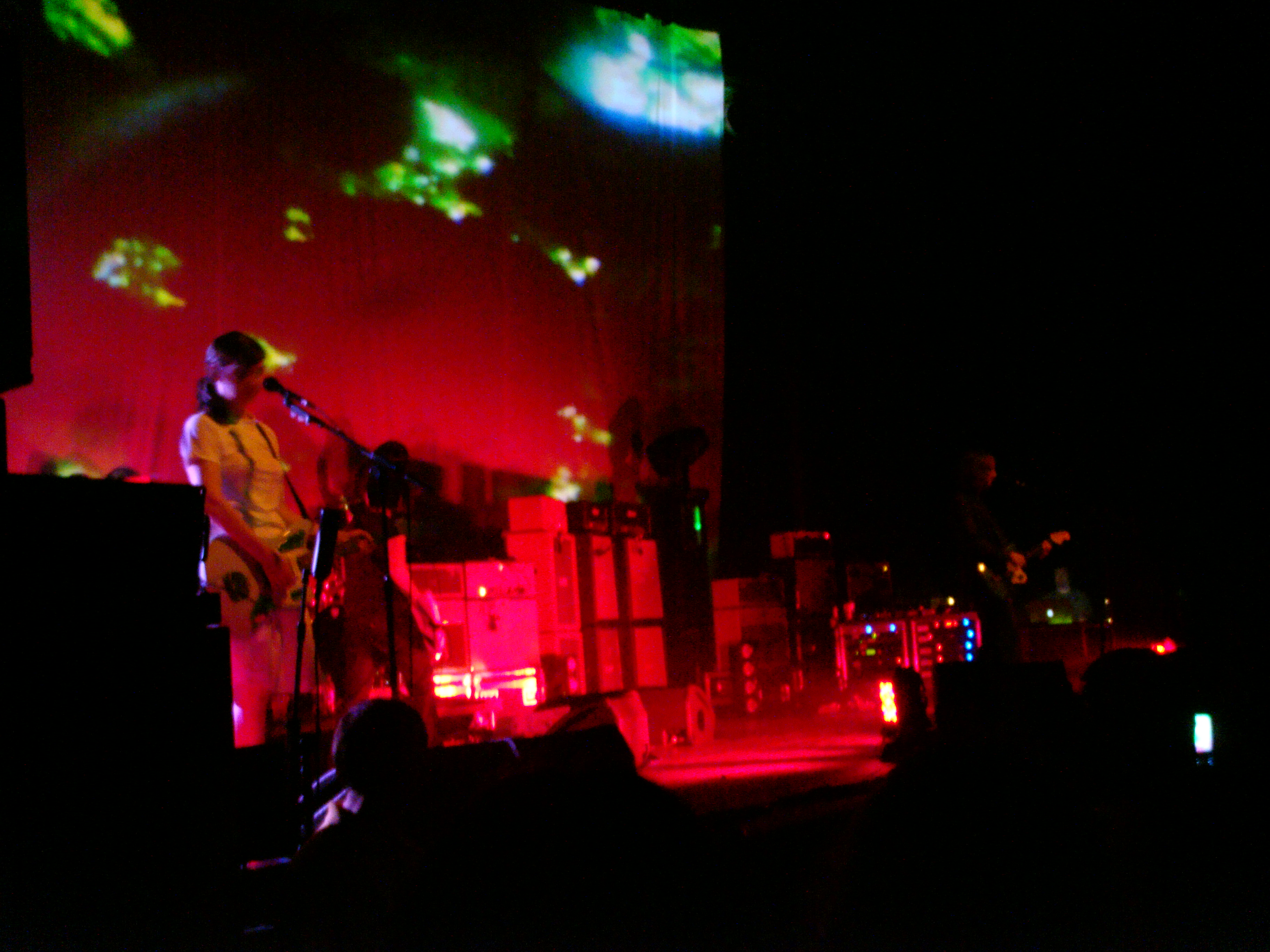
2008年撮影

1990年代始めにレーベルをクリエイションからアイランドに移籍した。これは、アルバム『ラヴレス』の制作に約2年の長い時間がかかり、制作費が25万ポンド（当時の日本円で約4500万）もかかったために、クリエイションが倒産寸前になってクリエイションのアラン・マッギーらとの人間関係が悪化したからと言われている。
その後は、新作やリマスター盤、ライブ活動再開の話が度々メディア上に出てくるものの、それらが実現したことはなく、長い期間沈黙していた。しかし、2008年6月にイギリス・ロンドンのラウンドハウスにてライブを行い、7月には日本のFUJI ROCK FESTIVALにも出演して初日のヘッドライナーを務め、最終曲の「ユー・メイド・ミー・リアライズ」の間奏では15分にも及ぶフィードバックノイズを披露し、復活を印象付けた。

### リマスター盤の発売
永きに渡り出ると言われては中止になっていた『イズント・エニシング』と『ラヴレス』のリマスター盤が、2012年5月に発売された。両作品ともケヴィン・シールズ自身の手によりオリジナルマスターテープからリマスタリングが施されている。『ラヴレス』は前述リマスターに加えオリジナル1/2インチアナログ･テープからのマスタリングの2枚組での発売。
日本では5月のリマスター盤発売に合わせて音楽雑誌各誌で特集もされ、2013年2月に約22年ぶりに大阪・東京で単独来日ツアーを行うことも発表された。

### m b v
2013年2月2日、突如22年ぶりのニューアルバム『m b v』を「本日中にリリースする」と発表。バンドの公式ウェブサイトでオンライン販売が開始された。

### サブスクリプション解禁
2021年3月31日、Domino Recording Companyに移籍したことが発表され、それに伴い楽曲がストリーミングで全世界に配信された。同年12月、Spotifyはユーザーが楽曲の歌詞を登録できる機能を追加したが、それにより楽曲につけられた歌詞を「Spotifyが我々の知らない間に虚偽の歌詞を楽曲に付けていることに今気づいた。これらの歌詞は完全に間違いであり冒涜だ。どこからこの歌詞を引っ張ってきたのか知らないが、これらの滅茶苦茶な歌詞のうち一つは確かにインターネットのサイトから引用されている」とツイートし批判した。出典の記事によれば歌詞は1月21日までに削除された。マイ・ブラッディ・ヴァレンタインが楽曲の歌詞を公開したことは一度もない。
2021年一月には日本のギター・マガジンで特集が組まれ、3時間に及ぶ25000字のケヴィン・シールズのインタビューが掲載された。

## 彼らの音楽的な影響
マイ・ブラッディ・ヴァレンタインが少年期に大きく影響を受けたのは、ラモーンズ、 ザ・クランプス やジョイ・ディヴィジョン、スージー・アンド・ザ・バンシーズ、ザ・キュアーや、キリング・ジョークやバーズ 、ジーザス&メリーチェイン、ダイナソーJr. やソニック・ユース。

## メンバー

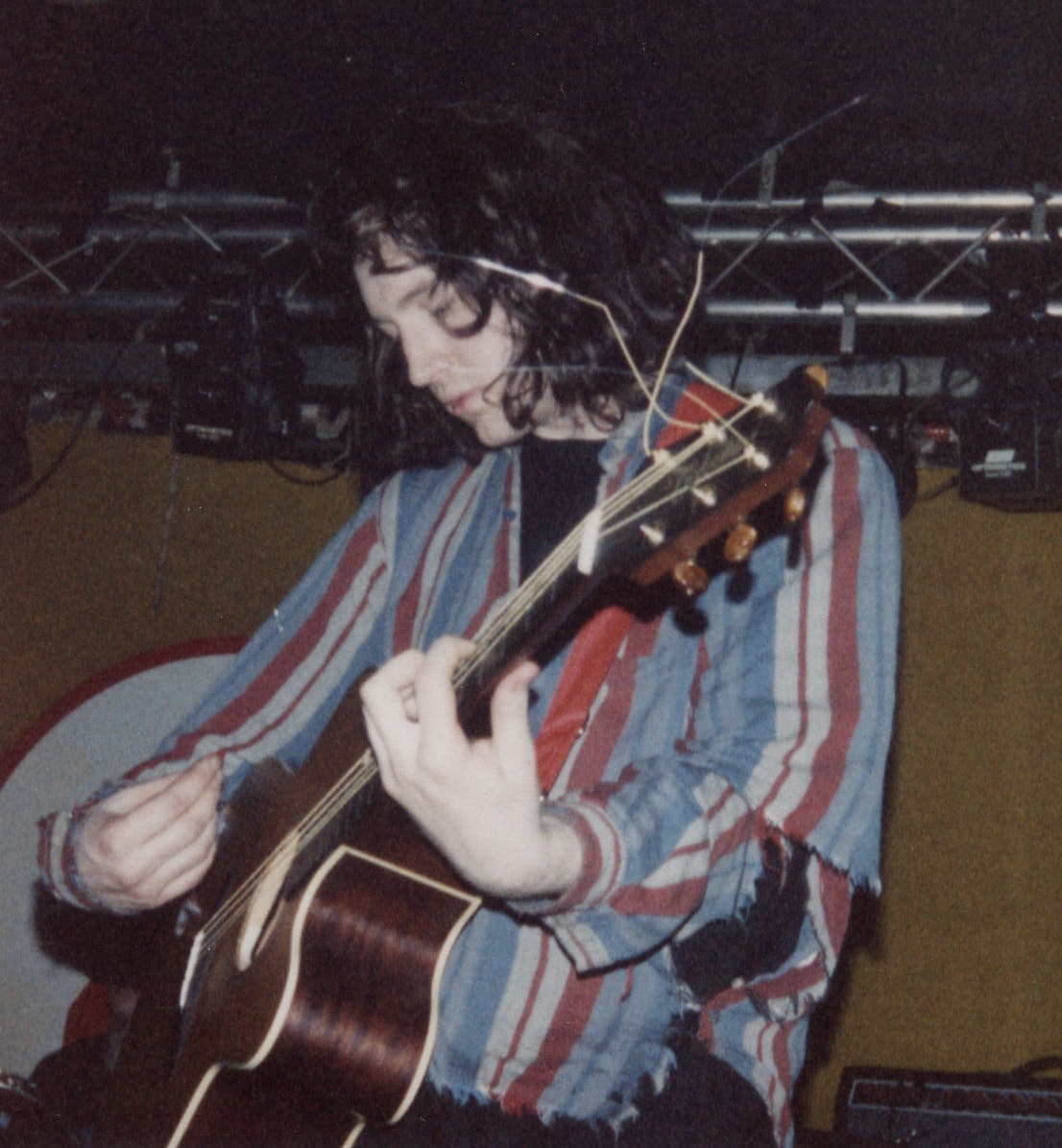
ケヴィン・シールズ（1989年）

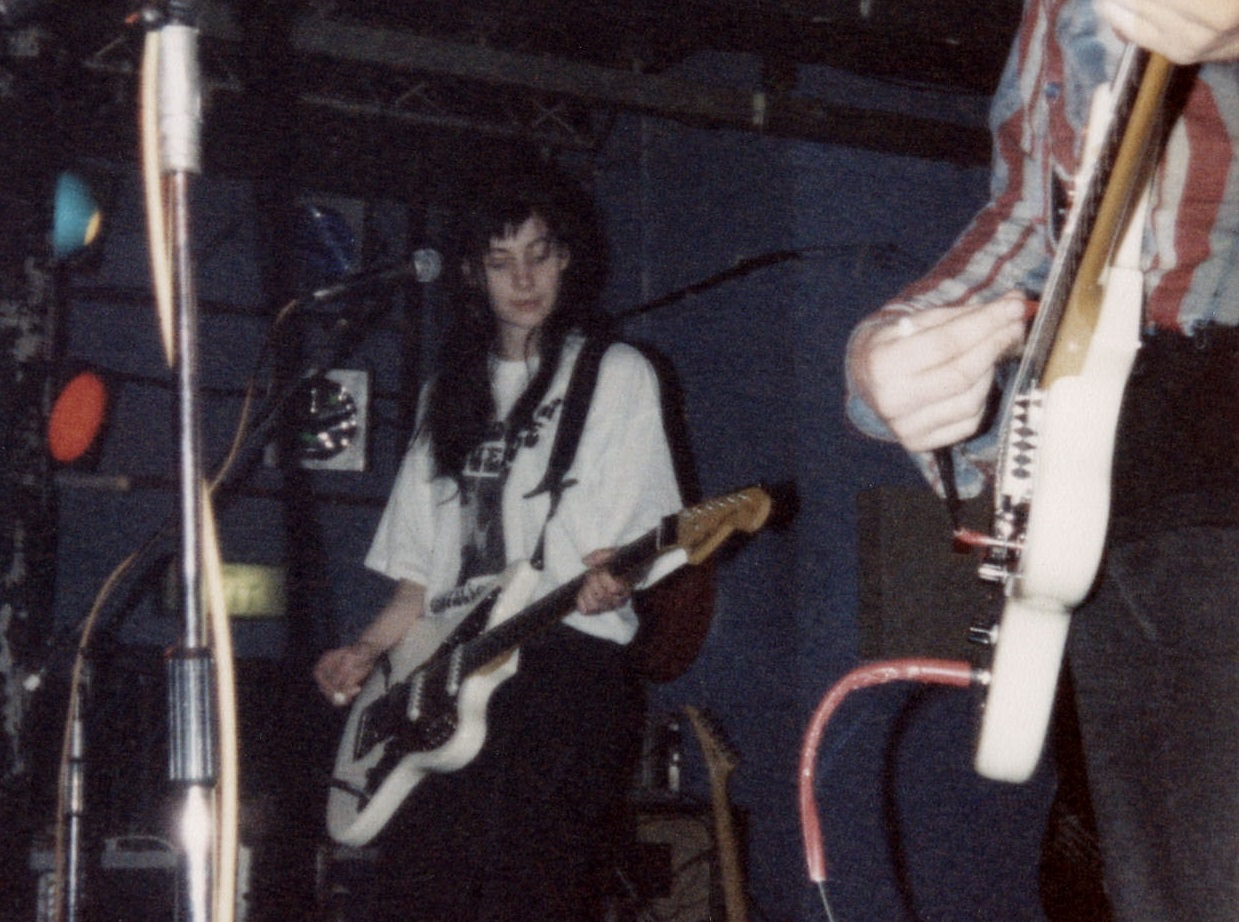
ビリンダ・ブッチャー（1989年）

- ケヴィン・シールズ（Kevin Shields、1963年5月21日 - ） - ボーカル、ギター、ベース、サンプラー

「ローリング・ストーンの選ぶ歴史上最も偉大な100人のギタリスト」において2003年版で第95位。
- コルム・オキーソーグ（Colm Ó Cíosóig、1964年10月31日 - ） -ドラムス、パーカッション
- ビリンダ・ブッチャー（Bilinda Butcher、1961年9月16日 - ） - ボーカル、ギター
- デビー・グッギ（Debbie Googe、1962年10月24日 - ） - ベース

作詞・作曲といった曲作りはバンドの中心人物であるケヴィンの手によるものがほとんどである。他にはコルムが作曲を、ビリンダは作詞を手がけている。『ストロベリー・ワイン』時以来男性2人、女性2人という現在のメンバー構成である。

## 作品

### アルバム
- イズント・エニシング Isn't Anything （1988年）
1stアルバム。音楽的には、今日一般に想起されているような彼ら自身が次作で確立したサウンドとは少し違い、ノイズロックと甘いサイケデリアの融合と言った方が近いサウンド。オルタナティヴ・ロック黎明の波に後押しされて大きく評価され、その後のシューゲイザーサウンドの方向性を決定的にした[13][出典無効]。英国盤LPの初回プレス盤（5000枚）には7インチシングルが付属しており、無題の（もしくは「インストゥルメンタル」と題された）曲が2曲収録されていた。この2曲は2012年に発売されたEp's 1988-1991に収録されている。日本盤CDは、2回再発されリマスター盤も出たので全部で4種類存在する。
- ラヴレス Loveless （1991年）
代表作であり、シューゲイザーの金字塔とされる2ndアルバム。この作品以前に存在したどのサイケデリック系アルバムとも違い、音像全面を埋め尽くすようなディストーションをかけたノイジーなギターサウンドの多用と、その隙間から淡く出現するような浮遊感のある美しいメロディーが特徴的。この方法論は多くのミュージシャンに影響を与え、多くのフォロワー作品を生み出した。[注釈 3]日本盤CDは、オリジナル盤（タイトルは『愛なき世界』）と再発盤とリマスター盤の3種類存在する。リマスター盤は先述のとおり2枚組。
『ローリング・ストーン誌が選ぶオールタイム・ベストアルバム500』において、73位にランクイン[14]。
- m b v （2013年）

### シングル・ミニアルバム
いずれも日本盤は出ていない。
- ディス・イズ・ユア・ブラッディ・ヴァレンタイン this is your bloody valentine / 1985年
- ギーク geek / 1985年
- ザ・ニュー・レコード・バイ・マイ・ブラッディ・ヴァレンタイン The New Record by My Bloody Valentine / 1986年
- サニー・サンデー・スマイル sunny sundae smile / 1987年
- ストロベリー・ワイン strawberry wine / 1987年
この作品から現メンバー構成となり、音楽性も後の作風に近づく。サウンド的にはみずみずしいギターポップ寄り。
- エクスタシー ecstacy / 1987年
- ユー・メイド・ミー・リアライズ you made me realise / 1988年

この作品でブレイクする。ノイジーなギターの洪水という音像の特色が確立する。
- フィード・ミー・ウィズ・ユア・キス feed me with your kiss / 1988年
- グライダー glider / 1991年
- トレモロ tremolo / 1991年

### 編集盤
- エクスタシー・アンド・ワイン ecstacy and wine / 1989年
「ストロベリー・ワイン」と「エクスタシー」を全曲収録したコンパイル盤。レーベルがバンド側の了承を得ないままリリースした。
- レトロスペクティヴ retrospective
オランダのメルティング・ムード・レコードがリリースしたコンパイル盤。「ギーク」「ザ・ニュー・レコード・バイ・マイ・ブラッディ・ヴァレンタイン」「サニー・サンデー・スマイル」「ストロベリー・ワイン」を全曲収録。「ラブレス」日本盤のライナーノーツでその存在が言及されている。
- シングズ・レフト・ビハインド things left behind... / 2001年
「レトロスペクティヴ」と同内容（ジャケットデザイン等は別）。
- Ep's 1988-1991 / 2012年
「ユー・メイド・ミー・リアライズ」「フィード・ミー・ウィズ・ユア・キス」「グライダー」「トレモロ」の全曲と、未発表曲などを収録した2枚組CD。2004年に「リマスタード EP's」というタイトルで日本のみで発売される予定として未発表曲の曲目まで公開されていたが、一旦発売が無期限延期となり事実上の発売中止状態だった。しかし（同梱物などの仕様は変わって）2012年に、「イズント・エニシング」「ラヴレス」のリマスター盤発売と同時に日本を含め世界各国で、「Ep's 1988-1991」のタイトルで発売された。

### 参加作品
- Peace Together / 1993年
チャリティ・アルバム。MBVはルイ・アームストロングの「We Have All The Time In The World」をカヴァーした。
- Offbeat: A Red Hot Soundtrip / 1996年
MBV名義で2曲参加。「Incidental One」はマーク・アイツェルの語りをフィーチャーした1分足らずの曲で、「Incidental Peace」はそれをスカイラブがリミックスしたもの。
- Whore: Various Artists Play Wire / 1996年
ワイヤーのトリビュート・アルバム。「Map Ref 41°N 93°W」で参加。

## 日本公演
- 1991年　全5回公演
  - 11月22日 川崎 CLUB CITTÀ
  - 11月23日 川崎 CLUB CITTÀ　16時からと19時から　2回公演
  - 11月24日 愛知 名古屋 CLUB QUATTRO
  - 11月25日 大阪 心斎橋 CLUB QUATTRO

- 2008年
  - 7月25日 フジロック・フェスティバル

- 2013年 3回来日
  - 2月5日・6日 大阪 なんばHATCH
  - 2月7日・8日・10日 東京 新木場 STUDIO COAST
  - 7月26日 フジロック・フェスティバル
  - 9月30日 東京国際フォーラム
- 2018年
  - 8月15日 豊洲PIT
  - 8月17日 ソニックマニア